# Mala Pisanica
Mala Pisanica is een plaats in de gemeente Veliki Grđevac in de Kroatische provincie Bjelovar-Bilogora. De plaats telt 222 inwoners (2001).